# هیچکاک در قاب
هیچکاک در قاب کتابِ گفتارِ سالِ ۱۳۷۰ بهرام بیضایی است دربارهٔ آلفرد هیچکاک و فیلم‌هایش؛ که در ۱۳۷۴ منتشر شد.

## متن
بیضایی در جلسه‌ای در ۱۲ مهرِ ۱۳۷۰ دربارهٔ هیچکاک سخن گفت و به پرسش‌های دانشجویانِ مجتمع آموزش فیلمسازی پاسخ داد. سخنانش که ضبط شده بود، پس از ویرایش، در سالِ ۱۳۷۴ به وسیلهٔ انتشارات روشنگران به صورتِ این کتاب منتشر شد. از موضوعاتِ کتاب می‌توان «شناخت عناصر درام در آثار هیچکاک و چگونگی استفاده از این عناصر، تأثیرات هیچکاک از تئاتر و شکسپیر و شباهتها و تفاوتهای کارهای او با آثار شکسپیر، اهمیت لایه‌های درونی در صحنه‌های فیلم، نحوهٔ شرکت داشتن تماشاگر فیلمهای او در بازی، ارتباط شخصیتهای سینمای او با اسطوره‌ها و اسطوره‌شناسی در برخی کارهای او، اهمیت و ارزش تدوین، بینش هیچکاک نسبت به زندگی، نحوهٔ نگریستن به تباهی‌پذیری و مرگ، نقش زنان، خوبی و بدی در شخصیت قهرمانان، مقایسهٔ کارهای او با سینمای ولز، و پایانهای خوش در فیلمهای هیچکاک» را نام برد.

## در نظرِ دیگران
- «. . . با ظرافت و نکته‌سنجی باورنکردنی از رازهای سینمای هیچکاک برای ما گفت. از موضوعات تماتیک، سبک فیلمسازی، نگاه عاشقانه هیچکاک و شیوه بازی گرفتن او (هنوز یادم است وقتی از نوع بازی لارنس الیویه در صحنه‌ای از فیلم ربکا، حرف می‌زد چگونه تمام سالن را سکوت فراگرفته بود). نکاتی که بسیاری از آنها را در هیچ کتاب و مقاله‌ای نخوانده بودم.»
  - آرش خوش‌خو، ۱۳۸۰[۲]
- «کتاب «هیچکاک در قاب» را بخوانید تا مفهوم دانش سینمایی جامع‌نگر را دریابید.»
  - مصطفی جلالی فخر، ۱۳۹۹[۳]